# Magelona wilsoni
Magelona wilsoni är en ringmaskart som beskrevs av Glémarec 1966. Magelona wilsoni ingår i släktet Magelona och familjen Magelonidae. Arten har ej påträffats i Sverige. Inga underarter finns listade i Catalogue of Life.